# Mańki (Oświęcim)
Mańki – niewielka część miasta Oświęcimia, w jego północno-wschodniej części, dawniej część Monowic, naprzeciw Gromca. Główną osią jest ulica o nazwie Przysiółek Mańki. Jest to najdalej na północ wysunięty obszar Oświęcimia.
Wraz z Pasternikiem i Balcarkami ma specyficzne położenie między górną Wisłą a sztucznym Kanałem Dwory, bez połączenia drogowego z resztą Oświęcimia w granicach miasta. Połączenie jest przez most na śluzie we wsi Dwory Drugie.
Włączone do Oświęcimia 6 października 1954 wraz z Monowicami.